# Grand Prix d'Isbergues 1998
Il Grand Prix d'Isbergues 1998, cinquantaduesima edizione della corsa e valida come evento dell'UCI categoria 1.2, si svolse il 20 settembre 1998, per un percorso totale di 209 km. Fu vinto dal francese Stéphane Cueff che giunse al traguardo con il tempo di 4h53'14" alla media di 42,764 km/h.
Partenza con 143 ciclisti, dei quali 90 portarono a termine la gara.

## Ordine d'arrivo (Top 10)
| Pos. | Corridore          | Squadra         | Tempo    |
| ---- | ------------------ | --------------- | -------- |
| 1    | Stéphane Cueff     | Mutuelle        | 4h53'14" |
| 2    | Frank Høj          | Palmans         | a 6"     |
| 3    | Jo Planckaert      | Lotto           | a 7"     |
| 4    | Jens Voigt         | Crédit Agricole | s.t.     |
| 5    | Xavier Jan         | Franç. des Jeux | s.t.     |
| 6    | Pascal Lino        | BigMat          | s.t.     |
| 7    | Kurt Van Lancker   | Vlaanderen2002  | a 55"    |
| 8    | J.D. Vandenbroucke | Lotto           | a 1'26"  |
| 9    | Johan De Geyter    | Palmans         | s.t.     |
| 10   | Bruno Boscardin    | Festina         | a 1'29"  |